# Isopedhispa
Isopedhispa là một chi bọ cánh cứng trong họ Chrysomelidae.
Chi này được miêu tả khoa học năm 1936 bởi Spaeth.

## Các loài
Các loài trong chi này gồm:
- Isopedhispa cocotis (Maulik, 1933)
- Isopedhispa ferruginea Spaeth, 1936